# Booba
Pour les articles homonymes, voir Booba (homonymie).
Booba, de son vrai nom Élie Yaffa, né le 9 décembre 1976 à Sèvres, est un rappeur, chanteur, acteur et entrepreneur français. Il est également le fondateur du 92i, collectif regroupant initialement des rappeurs issus des Hauts-de-Seine, tels Mala, Nessbeal et Bram's ; il est également membre du groupe de rap français Lunatic, avec son ancien acolyte Ali, au sein duquel ils se sont fait connaître au milieu des années 1990.
Homme d'affaires très actif, il lance en 2004 sa marque de vêtements streetwear Ünkut puis, suivront au fil des années, un parfum, la marque de whisky D.U.C ainsi qu'un site web, une chaîne de télévision et une webradio, tous trois autour de la marque OKLM. En novembre 2018, Booba met un terme à sa collaboration avec les différents investisseurs d'Ünkut, mettant fin à l'existence de la marque. Il revient en septembre 2019 dans l'industrie du textile pour le lancement de sa nouvelle marque, Disconnected.
Avec l'album Mauvais Œil, Booba et Ali obtiennent un disque d'or. Booba a publié dix albums studio, a vendu plus de 3 millions de disques, a obtenu de nombreux disques de certification et est classé à la quatrième place des rappeurs ayant vendu le plus d'albums dans l'histoire du rap français. Son premier album, Temps mort, paraît en 2002. Il est suivi de Panthéon, Ouest Side et 0.9, tous certifiés et considérés comme des classiques du rap français. Son cinquième album, Lunatic, publié en 2010, reprend le nom de son ancien groupe. En 2012, Booba publie son sixième opus, intitulé Futur. En 2015, Booba sort deux albums : D.U.C et Nero Nemesis. En 2017, il sort son 9e album, Trône. En 2021, Ultra est annoncé comme son dernier album. Néanmoins, en 2024 il sort par surprise un nouveau projet intitulé Ad vitam æternam.

## Biographie

### Origine et enfance
Élie Yaffa est né le 9 décembre 1976 à Sèvres. Sa mère Lucie Borsenberger, française athée, était une femme de ménage, institutrice et greffière, d'origine belge et mosellane, et l'élève seule,,. Son père Seydou Nourou Yaffa, sénégalais musulman d'ethnie soninké, originaire du village de Bakel, fut envoyé adolescent en France en 1955, pour tenter de calmer son indiscipline. Il y effectua d'abord des études de commerce avant de rejoindre Bordeaux pour s'installer à Paris comme mécanographe comptable chez Robert Laffont puis Flammarion. Il devint ensuite disquaire puis mannequin, défilant dans presque toute l'Europe. Il s'investit ensuite dans le monde des nuits parisiennes et des discothèques et enregistra un disque de funk en 1978. Du côté de ce père qu'il voit peu, Élie Yaffa a un demi-frère, Gilles, et une demi-sœur, Vanessa, qui est coiffeuse, les deux plus âgés que lui,.
À l'âge de 10 ans, il part s'installer avec sa mère à La Colle-sur-Loup puis à Cagnes-sur-Mer sur la Côte d'Azur à la suite du divorce de ses parents. Il déclare avoir été plus souvent victime de racisme à cet endroit qu'à Paris.
C'est un enfant très sportif et aimant la musique. Auprès de sa mère, il écoute les musiques cubaines et antillaises qu'elle apprécie particulièrement, au milieu des tubes de la chanson française que diffusent les émissions de télévision telles que Club Dorothée, Top 50 ou Jacques Martin : Michel Berger, Renaud ou Desirless. Encore enfant, il écoute Michael Jackson puis James Brown, du reggae et du rap, par le biais de son grand frère.
Plutôt discret, Elie Yaffa est tout de même turbulent, se faisant souvent exclure à l'école . À 15 ans, un échange scolaire avec une famille de Detroit lui permet de vivre quelques semaines aux États-Unis ; il révèle plus tard avoir falsifié son âge sur des documents administratifs pour pouvoir y rester toute l'année scolaire. De retour en France, il décroche un BEP vente en lycée professionnel, et suit sa mère qui revient s'installer à Boulogne-Billancourt.
En parallèle, il commence à s'impliquer dans l'univers du hip-hop, d'abord comme breakeur puis Maître de cérémonie (MC) et se met, par l'intermédiaire de son entourage, à fréquenter le quartier du pont de Sèvres à Boulogne, véritable pépinière de rappeurs français à cette époque (Zoxea, Dany Dan et Les Sages Poètes de la Rue, LIM et son groupe Movez Lang, Salif, la Malekal Morte, le collectif du Beat de Boul, etc.).
Lors de son premier voyage au Sénégal, Élie Yaffa rencontre un de ses cousins nommé Boubakar ; il utilise par la suite le diminutif « Booba » en référence à ce dernier,,. Toutefois, Chantal Goya raconte que Pascal Nègre, président-directeur général d'Universal Music France, lui avait demandé l'autorisation de s'inspirer du générique de Bouba,, justifiant aussi que Tallac Records porte le même nom que la montagne où vit le petit ourson.

### Carrière musicale

#### Débuts avec Ali (1994–2004)

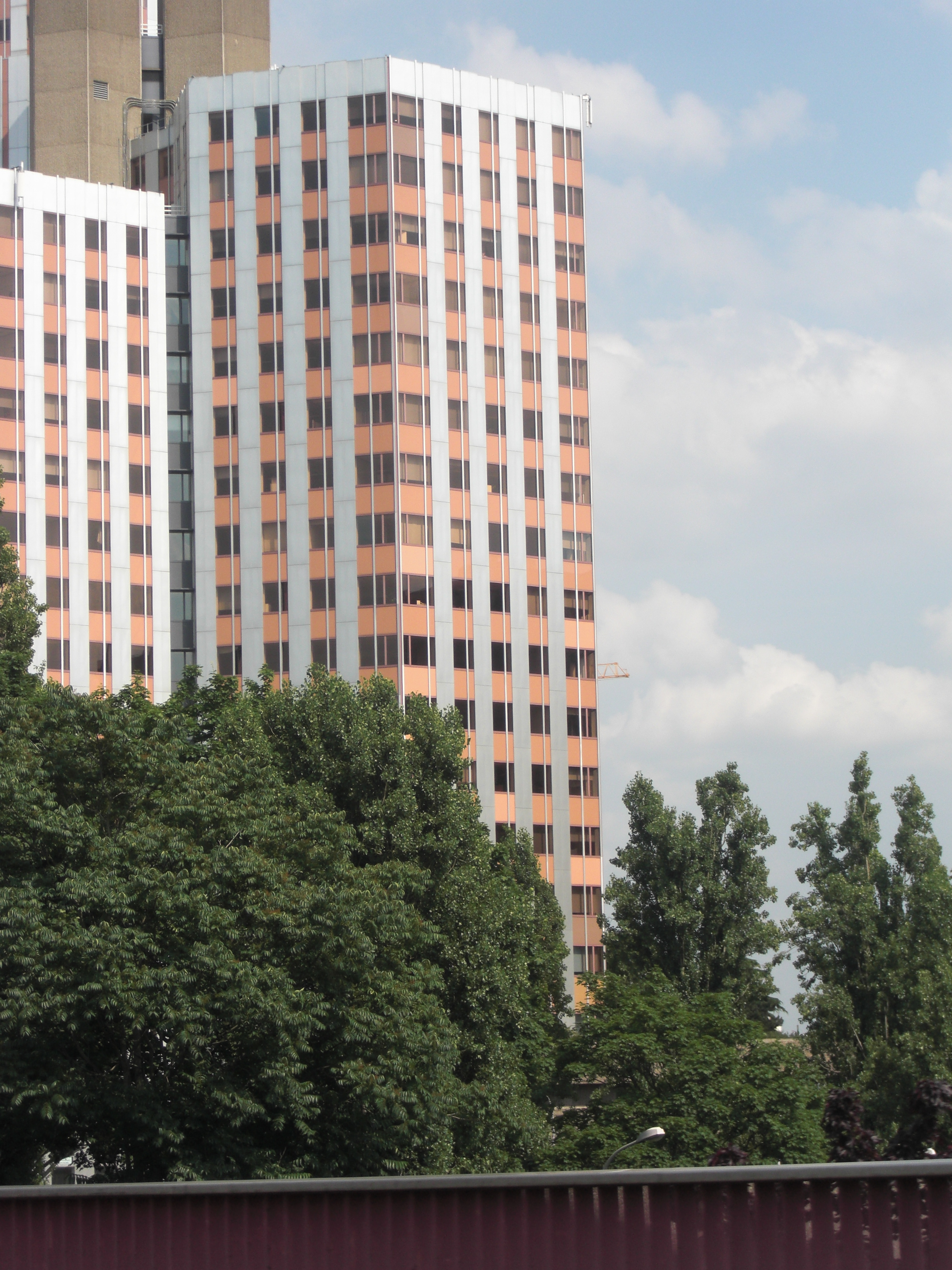
Immeuble de Boulogne-Billancourt surplombant le pont de Sèvres.

Danseur de hip hop pour le groupe Coup d'État Phonique sous le nom de « Tic-Tac ». Il pose son premier rap sur la compilation Sortir du tunnel enregistrée dans le studio Tikaret en 1994 sur le titre Exercice de style avec La Cliqua et Moda. Il rencontre Ali, issu d'Issy-les-Moulineaux. Ensemble, ils montent le groupe underground Lunatic. Le groupe quitte finalement La Cliqua et intègre le Beat de Boul. Ils jouent notamment en compagnie des Sages Poètes de la rue, la Malekal Morte, Mo'vez Lang, Sir Doum's, et affinent leur style lors des freestyles avec le collectif. Le groupe apparaît pour la première fois en 1995 sur la mixtape de Cut Killer, Freestyle : La première K7 freestyle de rap français, avec le Beat de Boul. Ils enregistrent leur premier album Sortis de l'ombre dans l'appartement de Zoxea. « Avec Ali, on kiffait bien le disque mais on avait travaillé dans des conditions rudimentaires, dans un cagibi. Peu après l'enregistrement, on est tous partis à New York pour visiter des studios. À notre retour, on a eu envie de tout réenregistrer avec un vrai son mais Zoxea n'était pas d'accord » , explique Booba. Dans la soirée, les deux artistes se croisent par hasard sur la ligne 9 du métro entre les stations Billancourt et Marcel-Sembat. « On s'est regardé méchamment. Quand le train a marqué l'arrêt, nous sommes descendus pour régler ça sur le quai » se souvient Zoxea « Un pote m'a filé une lacrymo, je l'ai gazé ». Les rappeurs finissent par terre à se battre dans les escaliers du métro.
Entre-temps ils participent à la mixtape de Cut Killer intitulée Les Lunatic.
Le conflit s'envenime. Les deux acolytes rejoignent le collectif Time Bomb et apparaissent sur la compilation Hostile Hip Hop avec le titre Le Crime Paie en 1996. Ce morceau leur procure une réputation. Le morceau Les Vrais Savent, ainsi que Pucc Fiction avec Oxmo Puccino sur L432, confirment cette tendance lors de l'année 1997.
Après une condamnation, Booba est incarcéré pendant 18 mois. Plus tard, Lunatic participe notamment à la mixtape Opération coup de poing. Ali et Booba sortent le maxi Civilisé en 1999 pour annoncer leur album . En 2000, ils éditent leur premier album intitulé Mauvais Œil sous le label 45 Scientific. Le groupe rencontre une bonne écoute auprès du public et le duo entretient son activité dans le milieu du rap.

#### Succès en solo (2002–2005)
En 2002, Booba signe son premier album solo, Temps Mort, chez 45 Scientific. Il sera certifié disque d'or. Grâce au passage du titre Destinée (avec Kayna Samet) en radio, notamment sur Skyrock, cet album permet à Booba d'atteindre un plus large public. En 2003, le groupe Lunatic se dissout. Booba quitte 45 Scientific pour créer son propre label, Tallac Records dont sa mère est la gérante, signé chez Barclay.
Le 11 mai 2004 sort son deuxième album solo intitulé Panthéon, certifié disque d'or, avec des titres comme No 10, Avant de partir ou encore Mon son. Toujours en 2004, il crée la marque de vêtements Ünkut, avec Viguen, un styliste new-yorkais.
En 2005, Booba sort sa première mixtape, Autopsie Vol. 1, en même temps que l'album de son ex-acolyte Ali. 2006 voit la sortie du second album de Lunatic, intitulé Black Album, par le label 45 Scientific et ce, malgré la dissolution du groupe quelques années auparavant. S'ensuit une polémique entre le rappeur et son ancien label, Booba reprochant à 45 Scientific d'avoir sorti un album sur lequel ils n'avaient aucun droit. Le label réplique que, l'album ayant été enregistré lorsque Booba et Ali étaient encore tous les deux sous contrat, il appartient à 45 Scientific et non pas à Booba. La même année, 153 députés et 49 sénateurs demandent au ministère de la Justice d'envisager des poursuites à l'encontre de plusieurs groupes de rap, dont Lunatic, pour incitation au racisme anti-blanc et à la haine de la France.

#### Succès confirmé avecOuest Side(2006–2007)
Le 13 février 2006 sort le troisième album solo de Booba intitulé Ouest Side ; plusieurs vedettes y participent à l'instar d'Akon, Mac Tyer, Intouchable, Malekal Morte, Kennedy ou encore Trade Union. Garde la pêche est le premier single à en être extrait, suivi de Boulbi (premier banger du rap français), Au bout des rêves et enfin le classique ultime, Pitbull. Lors de sa première semaine, Ouest Side se classe 1er du classement des meilleures ventes d'album en France.
Début 2007, Booba est invité à l'émission On n'est pas couché de Laurent Ruquier sur France 2. Le rappeur des Hauts-de-Seine expose sa vision sur certains problèmes actuels tels que la police dans les banlieues ou l'élection présidentielle. Il explique également l'origine de son surnom atypique. Le 22 janvier 2007 sort sa deuxième mixtape, Autopsie Vol. 2. Premier single extrait de ce CD : le morceau Le D.U.C. qui lui attire quelques antipathies dans le milieu du rap français. Ce volume 2 obtient le record de ventes de mixtape en France avec des ventes estimées à environ 25 000 exemplaires.
Une vidéo promotionnelle diffusée le 19 décembre 2007 montre Booba pratiquant la boxe thaïlandaise. La marque Ünkut établit un partenariat avec les producteurs des jeux vidéo Saints Row et Saints Row 2, dans lesquels des vêtements de la marque sont disponibles sous forme de packs téléchargeables.

#### 0.9(2008–2009)
Le 4 octobre 2008, le rappeur se produit au Stade de France dans le cadre du concert Urban Peace 2 au cours duquel il chante le morceau Du biff. Lors de son entrée sur scène, Booba est accueilli par des sifflets et des projectiles venant des premiers rangs du public, ce qui provoque sa colère. Il perd le contrôle, jette une bouteille de Jack Daniel's vers l'un des spectateurs et crache en direction du public. Il quitte alors la scène sous les huées,. Booba s'explique dans la presse, s'il « n'excuse pas son geste, qui n'est pas excusable », il précise cependant que « l'attitude d'une partie du public n'est pas excusable non plus ». Il critique aussi l'inefficacité de l'organisation et de la sécurité du Stade de France qui n'a pas mobilisé assez de gardes du corps pour le protéger[réf. nécessaire].

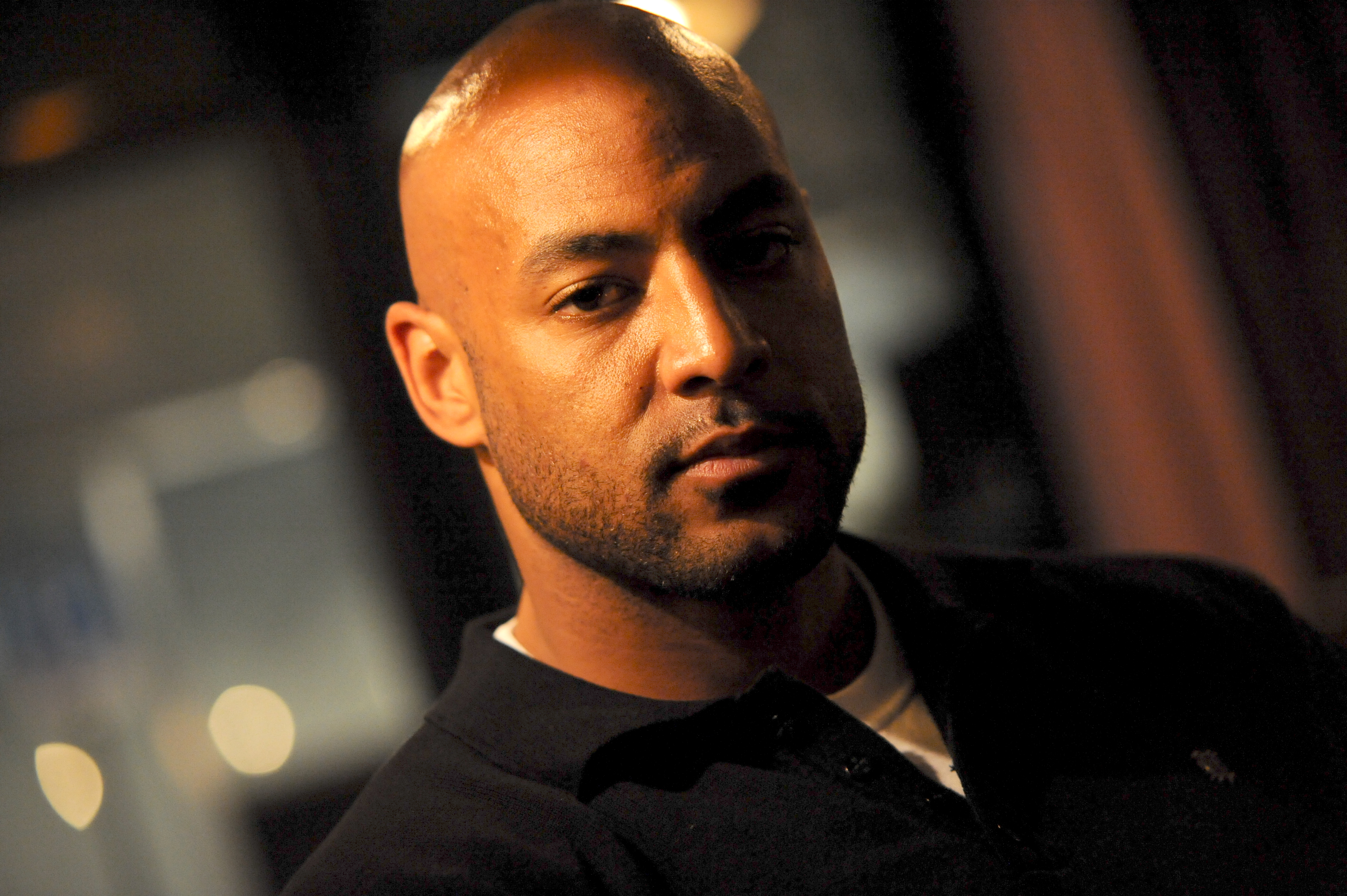
Booba, le 02 décembre 2009 à Paris.

Le 24 novembre 2008 sort son quatrième album solo : 0.9. Il y chante avec Mala et Bram's sur le titre Izi life, avec Nadeii dans Soldats, Demarco dans Bad Boy Street et Rock City dans King. Le premier single est Illégal. Malgré les critiques mitigées, cet opus connaît, après un faible début, un très bon succès en vendant plus de 18 000 exemplaires vendus. 0.9 est certifié disque d'or. Le clip du deuxième single, Game Over, est tourné au pont de Sèvres.
Le 29 juin 2009 sort Autopsie Vol. 3. Avec Because à la distribution, elle est la première mixtape (ou street-album) à se hisser au numéro 1 des classements en France, vendant environ 8 000 exemplaires la première semaine. Autopsie Vol. 3 battra par la suite le record de ventes de mixtapes en France avec un peu plus de 50 000 exemplaires écoulés.

#### Retour avecLunatic(2010–2011)

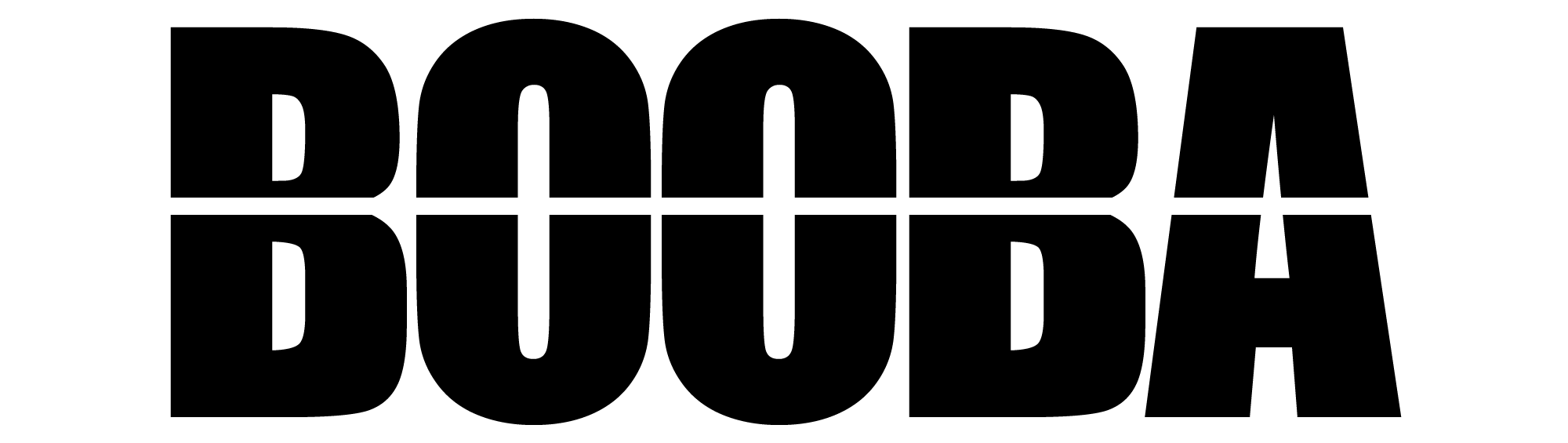
Logo de Booba en 2010 lors de la sortie de Lunatic.

Booba annonce le 1er avril 2010 le nom de son cinquième album solo, Lunatic, qu'il enregistre alors à Miami. Son ambition est de faire un classique : « C'est comme lorsque tu dessines la nouvelle Ferrari, tu te prends la tête sur chaque courbe. » En juillet 2010, Booba est en pleine préparation de son cinquième album. Le rappeur passe par la France durant une semaine pour enregistrer avec des artistes français avant de s'envoler pour Miami afin de finaliser ses collaborations avec des artistes américains. Dans une interview, il insiste sur le fait qu'il ne déplacera pas la date de sortie de son album : « Cela ne sert à rien de repousser l'album les mecs, le résultat sera le même. » Le même mois, Booba est en studio avec le producteur américain Ryan Leslie, producteurs de plusieurs singles américains.
Caesar Palace, le premier single où figure notamment Sean Combs, est disponible en septembre, deux mois avant la sortie de l'album. Le clip est tourné à Las Vegas dans le désert du Nevada avec la playmate Rosa Acosta. Le même mois, un nouveau site officiel de l'artiste fait son apparition, avec notamment la mise en place de réseaux sociaux comme Facebook et Twitter pour suivre l'actualité de Kopp. Le 1er octobre 2010, l'émission Planète Rap sur la radio Skyrock, présentée par Fred Musa, diffuse le nouveau titre de Booba : Ma Couleur. Comme dans Pitbull, le rappeur y revient sur certains aspects personnels, ; le clip sort quelques semaines plus tard. Le 15 octobre 2010 la radio Générations diffuse Jour de paye, le troisième single de l'album Lunatic. Le son contient un sample de Izi Monnaie de Booba lui-même. Son clip est tourné dans les rues d'Aulnay-sous-Bois avec la présence du 92i. Le 2 novembre 2010 Skyrock lance le quatrième single, intitulé Paradis. L'album sort enfin le 22 novembre 2010,, et se classe en tête du top album français. Il atteint le disque de platine avec plus de 200 000 exemplaires vendus à ce jour,. En janvier 2011, Booba dévoile le clip de Abracadabra sur le site de sa marque de vêtements Ünkut. Il y moque une fois de plus l'animateur de Skyrock Fred Musa.
Le premier extrait de la mixtape Autopsie Vol. 4, intitulé Paname, est produit par Therapy (2093 & 2031). Il est dévoilé le 20 août 2011 sur la plateforme YouTube et sur le site officiel. Le deuxième single, Bakel City Gang, est également produit par Therapy. Le clip est diffusé en avant-première lors du concert au palais omnisports de Paris-Bercy du 1er octobre 2011. Booba interprète un autre extrait d'Autopsie Vol. 4 lors de son entrée en scène – le morceau Cruella – avec la nouvelle signature de son label, Shay. Peu de temps après la sortie du clip Cruella, un nouvel extrait de la mixtape, Scarface, sort en avant-première sur les plateformes YouTube et Dailymotion. Encore une fois, le vocodeur est très présent sur ce morceau.

#### Futur(2012–2013)
Booba confie à la radio Générations qu'il prépare un nouvel album pour 2012. Il ajoute qu'il connaît déjà le titre de l'album, mais qu'il ne le révélera pas pour le moment. Le 27 avril 2012, il dévoile ce titre sur sa chaîne YouTube : Futur. En mai 2012, Booba quitte l'indépendant Because Music pour rejoindre le label AZ au sein d'Universal. Certaines rumeurs affirment que « AZ aurait lâché plus de 500 000 € d'avance pour attraper l'animal », ce que le label dément. Le premier extrait de l'album, Wesh Morray, sort le 6 septembre 2012 sur YouTube. Booba ne mâche pas ses mots dans ce nouveau titre.
Très attendue, la réponse de Booba dépasse les 500 000 vues en moins de 48 h sur YouTube. Alors que Willy Denzey prend plutôt bien la pique qui lui est destinée dans ce morceau, Rohff prend très à cœur les paroles de Wesh Morray, dans lequel il n'est pourtant jamais cité,. Lors d'une interview donnée à l'Abcdrduson, B2O affirme que le morceau ne s'adresse pas à Rohff : « Rohff a beaucoup de choses à prouver pour que je me dise que j'ai besoin de faire un clash pour le terrasser. Mon rap le terrasse depuis le début. » Le deuxième extrait de l'album, Caramel, est dévoilé via YouTube le 21 septembre 2012. Le morceau a tout d'un gros tube et il est accompagné d'un clip au budget important. Les paroles sont toujours aussi « difficiles » mais le refrain est plus doux ; Booba ne manque pas d'exhiber ses bijoux et ses tatouages dans le clip.
On peut entendre au début de chaque morceau « back to the future », soit la signature du beatmaker Therapy. De plus, dans le clip Caramel, Kopp porte une paire de chaussures Nike Mag. Ce single entre directement à la 10e position du classement français. La liste des titres de l'album est annoncée le 27 octobre 2012. Le 3e extrait, C'est la vie, avec un featuring du rappeur américain 2 Chainz, est publié sur YouTube le 31 octobre 2012. Booba explique dans une interview que la collaboration avec 2 Chainz fut assez compliqué car ce dernier était en promo et en tournée pour son album Based on a T.R.U. Story (2012). La publication du morceau sur YouTube dans la matinée du 31 octobre 2012 n'est pas du style de l'équipe de Booba. Il s'agit en effet d'une erreur, le morceau censé sortir en fin d'après-midi ayant été mis en ligne plus tôt que prévu. C'est la vie est un texte purement ego trip. L'album Futur se vend à 150 000 exemplaires et est le premier album à proposer des sonorités Trap/Drill dans le paysage du rap français. Le 12 avril 2013, le rappeur reçoit son disque de platine en plein concert au Zénith de Paris des mains de la playmate Rosa Acosta.
Dans une interview accordée au journal belge Sud Presse en juin 2013, il annonce une réédition de l'album pour la rentrée 2013 : « Je prépare une réédition pour la rentrée qui s'appellera Futur 2.0, avec des inédits, mais je ne peux pas en dire plus… ». Le deuxième extrait, RTC (acronyme de « Riche, Tristement Célèbre »), est publié le 20 septembre. Dans ce titre composé par le producteur américain Young Chop (en) qui n'est qu'autre que le créateur de la Trap/Drill. Booba utilise une hypallage entre « triste » et « célèbre »,. Le 4 novembre, Booba publie un nouvel extrait de la réédition Futur 2.0 nommé Parlons peu. Futur 2.0 s'est vendu à 19 000 exemplaires en une semaine, chiffre record pour une réédition. Le 29 octobre 2015, soit 3 ans après sa sortie, l'album franchit la barre des 200 000 ventes et devient ainsi le second double disque de platine de l'artiste après Lunatic. L'album est aujourd'hui[Quand ?] triple disque de platine.

#### D.U.CetNero Nemesis(2014–2016)

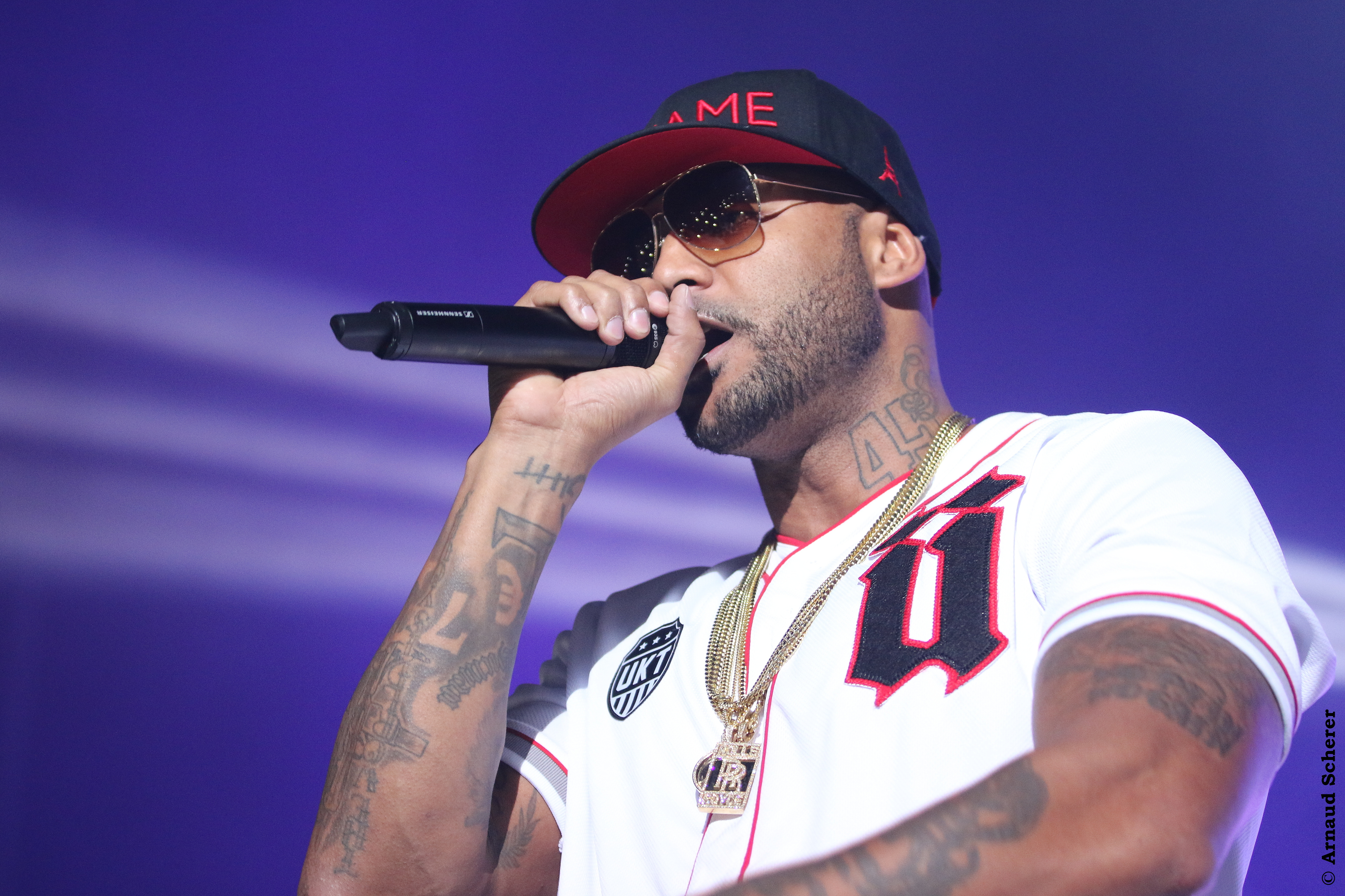
Booba lors d'un concert à la Rockhal au Luxembourg en 2014.

Seulement 1 mois après la sortie – fin novembre 2013 – de la réédition de l'album Futur, Booba annonce qu'il travaille sur son 7e album. Il dévoile entre-temps le single La mort leur va si bien, issu de la bande originale d'un projet de court métrage de Chris Macari, le 7 février 2014,. Afin de promouvoir la sortie de son prochain album dont le titre reste toujours inconnu, Booba propose un premier single intitulé OKLM en live lors du Grand Journal de Cannes le 19 mai. Il l'interpréte au Grand Journal,. Le morceau, dont le clip est sorti le 26 mai, se classe numéro un des singles les plus vendus sur iTunes avant sa sortie,. Par la suite, il sort le morceau 3G, accompagné du clip quelques jours plus tard, afin de mettre un terme à ses récentes polémiques avec Tariq Ramadan et Saïd Taghmaoui au sujet du conflit israélo-palestinien,.
Fin 2014, il annonce le titre de son futur album, D.U.C, et présente le concept de son propre site OKLM.com : dévoiler ses titres en exclusivité et promouvoir le talent des artistes d'Internet. C'est ainsi que sort Caracas en décembre 2014, Billets violets en janvier 2015, Tony Sosa en février 2015, LVMH et Mon pays en avril 2015. Le 7e album de Booba, intitulé D.U.C, sort le 13 avril 2015 et se place premier des ventes. L'album qui comporte 19 pistes propose des styles de rap plutôt variés et profite de la participation de nombreux autres artistes de toutes origines (français, américains, haïtiens, porto-ricain ou jamaïcain) dont Future, Lino et le 40000 Gang, un collectif de Boulogne-Billancourt que Booba met en avant. Les morceaux évoqués ci-dessus, La mort leur va si bien, OKLM et 3G, sont aussi intégrés à l'album. D.U.C est certifié double disque de platine.
Booba sort un huitième album studio, Nero Nemesis le 4 décembre. L'album met aussi en avant les rappeurs du 92i : Benash, Siboy, Gato da Bato et Damso sont présents dans les hits Validée, Zer et Pinocchio. Nero Nemesis est certifié double disque de platine en s'écoulant à plus de 200 000 ventes en quelques mois.

#### Trône(2016–2019)

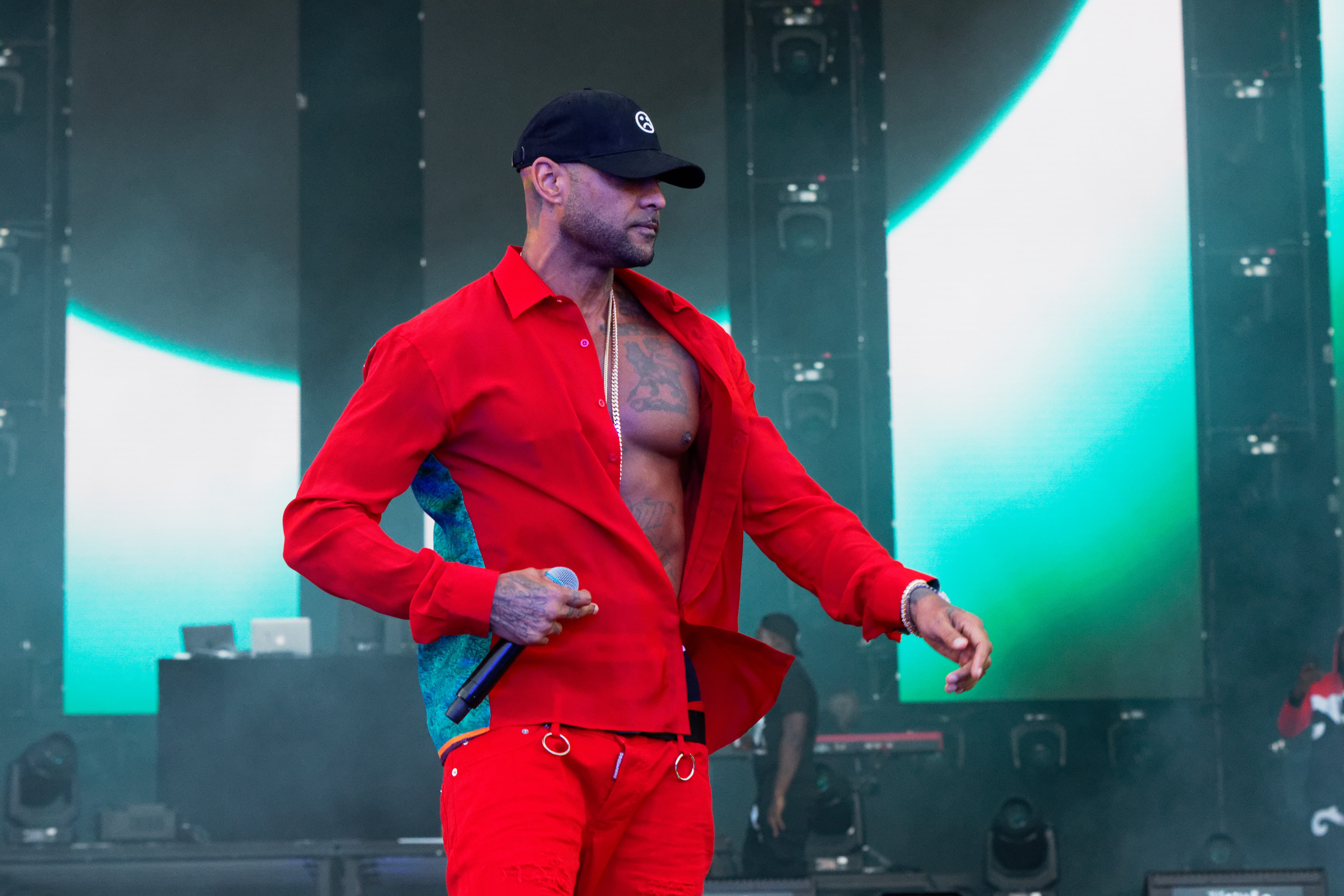
Booba sur scène lors du festival des Vieilles Charrues en 2019.

Dévoilé en novembre 2015, mais hors de l'album Nero Nemesis, le morceau Félixéboué est une réponse à Rohff et à l'altercation que Booba a eue avec Dam16, protégé de Rohff. En 2016, Élie Yaffa publie deux autres morceaux provocateurs : JDC en février 2016, où il s'en prend à nouveau à ses rivaux ; Salside en mai 2016, dans lequel il s'amuse du scandale des photos dénudées de la nageuse française Laure Manaudou.
Il révèle par la suite le titre Éléphant en juillet 2016. Le morceau DKR, rap aux sonorités africaines et en l'honneur des origines sénégalaises de Booba, est dévoilé fin septembre 2016. Son succès est très important : le morceau est certifié single de diamant en quelques mois. Il dévoile le morceau Daniel Sam, fin décembre 2016.
En janvier 2017, Booba utilise DKR comme hymne durant son concert à l'ouverture de la CAN 2017 au Gabon.
Booba participe directement aux projets des artistes du 92i : Rouge et Bleu avec Kalash, Paris c'est loin avec Damso, Mula avec Siboy ou encore Ghetto avec Benash. Il est aussi présent avec de nombreux autres artistes dans les morceaux MLC avec Niska, Kiname avec Fally Ipupa, Infréquentables avec Dosseh et Oh bah oui avec Lacrim.
Longtemps inédits, les morceaux Félixéboué, JDC et Salside sont intégrés à la mixtape Autopsie 0, sortie le 10 mars 2017. Cette dernière regroupe les morceaux solos de B2O dans les mixtapes Autopsie Vol. 2, 3 et 4. Le chanteur souhaite alors faire redécouvrir d'anciens titres et faire patienter ses fans avant la sortie du prochain album. En effet, en janvier 2017, il annonce la sortie d'un neuvième album studio courant 2017. Sont présents sur cet album les morceaux Éléphant, DKR et Daniel Sam. Les rumeurs sont nombreuses sur cet album, les noms de Trône et de Univers sale reviennent régulièrement. Un extrait avec le rappeur MHD serait aussi en préparation. C'est finalement le premier titre qui est choisi.
Annoncé le 3 juillet et diffusé en exclusivité sur OKLM radio le 6, le morceau Nougat sort le 7 juillet. Booba annonce ensuite la date de sortie de Trône : le 15 décembre 2017, soit le jour de l'anniversaire de son rival Rohff. Ce dernier répond en annonçant la sortie d'un morceau intitulé Détrôné le même jour. Cependant, Trône ayant fuité sur Internet, Booba en dévoile la tracklist et avance sa sortie, prévue pour le 1er décembre 2017. Le succès de l'album fuité est énorme ; il est globalement bien accueilli par la critique. La version physique sort malgré tout le 15 décembre 2017. Trône est certifié disque d'or en une semaine puis disque de platine dès la semaine suivante avec plus de 100 000 albums vendus. En janvier 2018, le neuvième album du Duc de Boulogne devient double disque de platine, puis triple disque de platine en avril 2018. L'album accède finalement à la plus haute certification, le disque de diamant, en juillet 2022, pour s'être écoulé à plus de 500 000 exemplaires. Il s'agit du premier, et à ce jour du seul disque de diamant dans la carrière de Booba.
En 2019, il collabore avec Niska sur le single Médicament, extrait de l'album Mr Sal de ce dernier et dont le titre sera certifié single de diamant. En 2020, il collabore avec Maes sur son album Les derniers salopards sur le titre Blanche également certifié single de diamant,.

#### ULTRA(2020–2021)
Le 4 novembre 2020, il annonce la parution de son 10e album, intitulé ULTRA. Début janvier 2021, il annonce la date de sortie de ULTRA, qui est prévue pour le 5 mars 2021. À la mi-février avant de mettre fin à sa carrière, il dévoile finalement cover de l'album et annonce également que ce sera son dernier. Fin février, il dévoile la tracklist de l'album qui contient des collaborations avec Maes, SDM, Bramsito, JSX, Gato, Dala et Elia. Le 4 mars 2021, soit la veille de la sortie de l'album, il sort le clip Mona Lisa avec JSX.
En avril 2021, soit un mois après la sortie d'ULTRA, Booba déclare sortir officiellement de « sa retraite » et retourne au studio. ULTRA ne serait donc pas son dernier album. En mai 2021, il dévoile le titre Kayna, en référence à sa collaboration avec la chanteuse Kayna Samet en 2002 sur le titre Destinée.
Le 20 septembre 2021, Booba annonce sur son compte Twitter se produire au Stade de France le 3 septembre 2022.
L'album ULTRA est certifié double disque de platine en février 2024, soit trois ans après sa sortie.

#### Retour avecAd vitam æternam(depuis 2024)
Le 9 février 2024, Booba sort Ad vitam æternam, un album surprise annoncé quatre jours plus tôt, qui contient des collaborations avec SDM, Gato, Sicario, USKY et Evil P.
L'album est certifié disque de platine en janvier 2025, soit onze mois après sa sortie.
En janvier 2025, Booba annonce un concert à la Paris La Défense Arena, avec une capacité de 40 000 places, pour le 10 octobre 2025. À la mi-février, les billets trouvent tous preneur en cinq minutes. Il annonce une deuxième date le 11 octobre – complète en trois minutes – puis une troisième le 12 .

### Vie privée
En 2006, deux délinquants âgés de 22 ans, Guillaume et Ahmed, veulent s'attaquer à Booba pour de l'argent et deux CD dédicacés. Armés d'un flashball et de gaz lacrymogène, ils s'introduisent dans le domicile de sa mère mais le rappeur est absent. Ils ligotent et séquestrent sa mère et son frère afin d'obtenir une rançon. La police appelée par le rappeur arrête les malfaiteurs, inexpérimentés mais très nerveux, qui seront condamnés à 4 ans et demi d'emprisonnement.
Booba est père de deux enfants : Luna née le 20 mai 2014 et Omar né le 28 février 2015, tous deux nés de sa relation avec Patricia Cerqueira Vinces, d'origine vénézuélienne. Il est musulman non pratiquant.
Depuis 2008 le rappeur vit à Miami, entre autres pour des raisons fiscales, lieu de résidence de sa compagne et ses enfants, et fait la navette avec la France dans le cadre de collaborations artistiques.
Les médias reprochent souvent à Booba son rapport à l'argent dont il parle en abondance et qu'il exhibe dans ses clips vidéo. Le rappeur qualifie pour sa part l'argent de "passeport" qui permet de réaliser des objectifs concrets. Sa fortune est estimée entre 40 et 60 millions de dollars par BFM Business en 2021, ce qui fait de lui le rappeur français le plus fortuné de l'histoire.
Le 22 mai 2011, son ami proche Bram's, membre du collectif 92i, met fin à ses jours. Affecté par cette perte, Booba dédie de nombreux morceaux à sa mémoire et se tatoue le chiffre « 7 » sous l'œil droit en son hommage[réf. nécessaire].
Il mesure 1,92 m et pèse près de 110 kg, étant adepte de la musculation depuis 2002.

## Autres activités

### Tallac Records
En 2004, Booba lance sont label Tallac Records, avec comme filiale :
- 92i Records (créé en 2015)
- 7 Corp (créé en 2018)
- Piraterie Music (créé en 2020)
- 92i Africa (créé en 2021)

### OKLM Radio et TV
Booba lance sa propre webradio, OKLM TV, pour offrir une alternative aux radios hip-hop traditionnelles. Il critique vivement des stations comme Skyrock, qu'il accuse de ne diffuser que des morceaux déjà populaires et de ne pas prendre de risques en matière de découvertes musicales. Via ce nouveau média, Booba cherche à promouvoir des artistes émergents et à offrir un contenu plus authentique, en contraste avec le circuit mainstream qu'il juge trop conservateur.
Quelques semaines après, le rappeur rend disponible sur mobile l'application OKLM Radio dédiée à sa radio. Au cours du mois de mai 2016, il lance sa propre chaîne de télé OKLM TV,.
OKLM a cessé ses activités le 17 mars 2020, lors du premier confinement. En difficulté financière, la société éditrice a été mise en liquidation judiciaire en juin 2020, et le site OKLM.com a été débranché en septembre. Ni Booba ni l'équipe n'ont expliqué publiquement la fin du projet, en grande partie causée par un manque de fonds et l'annulation d'événements physiques.

### Création d'un label de musiques électroniques et house: SubLife (2024)
Booba annonce la création d'un nouveau label « SubLife » de house et de musiques électroniques en septembre 2024, au festival Golden Coast à Dijon,. Lors d'un entretien avec Le Parisien, Booba développe : « J’ai plein de projets. J’ai monté un label house, on fabrique une team de X-Men avec des Français et des Américains. Je n’aime pas que le rap, j’aime toutes les musiques, particulièrement la house et l’électro. »

## Style et collaborations musicales

### Influences musicales
Booba est influencé par la scène hip-hop américaine des années 1980 et du début des années 1990 : de Mobb Deep en passant par le Wu-Tang Clan, mais aussi 2Pac et The Notorious B.I.G. Les mélodies sombres accompagnées de textes crus, fidèles au rap de New York, sont présentes sur chaque album de Booba. Dernièrement, les sons suivent davantage la mode dirty south, crunk et trap.
Il cite Jay-Z et Bob Marley comme principales influences. Il déclare également apprécier les chansons de Renaud, dont on peut déceler l'influence dans les morceaux Pitbull et Couleur Ébène, sur l'album Ouest Side. Pitbull reprend ainsi la mélodie de Mistral Gagnant – déjà samplée dans le morceau Le Bitume Avec Une Plume sur l'album Temps Mort – tandis que Couleur Ébène cite la chanson P'tit Voleur.

#### Critiques
Booba est régulièrement critiqué, pour ses propos envers les femmes dans les paroles de ses chanson, jugées dégradants, et rabaissant, ce qui lui vaut depuis de nombreuses années des accusations de misogynie, il lui est reproché de considéré les femmes uniquement comme des objets sexuels, soumises, bonnes qu'a faire la cuisine,,.
Certains lui reprochent de faire l'apologie de l'argent facile et du crime. Booba prône par ailleurs une baisse des impôts. Il évoque souvent le racisme dans ses chansons, par exemple dans Couleur Ébène (sur une production de DJ Mehdi), et prend parfois des positions jugées communautaristes, ce qu'il assume totalement.
Des personnalités politiques ou philosophes, comme Alain Finkielkraut, l'accusent de racisme anti-blanc du fait de ses propos critiques envers la police et le rôle de la France à l'égard de l'Afrique. Cependant, à l'occasion d'un titre clash contre Sinik, il précise qu'il n'attaque pas la couleur de peau de ce dernier. Quant à la police, il déclare dans On n'est pas couché qu'il ne déteste que la BAC ou la police de proximité violente dans ses contrôles, et n'a rien contre le commissaire ou l'inspecteur, beaucoup plus instruits et qui n'agissent pas dans les banlieues. En 2007, il déclare dans une interview avec Laurent Ruquier qu'il considère les policiers noirs et arabes comme étant plus durs que les autres pour prouver leur intégration dans la société.

### Collaborations
Hormis le 92i, Booba travaille avec de nombreux artistes, dont Ali, Nessbeal, La Fouine, Kennedy, Ärsenik, Intouchable, Kayna Samet, Rim-K (113), Trade Union, Manu Key, LIM, Mac Tyer, Wayne Wonder, Mokobé, Sir Doum's, Kaaris, Gato da Bato, Seth Gueko, Kery James, Niska, Damso, Lacrim, Dosseh, Oxmo Puccino, Maes et des Américains comme Akon, P.Diddy, Ryan Leslie, T-Pain, Rick Ross, 2 Chainz, Future & Fabolous.
Il invite, lors du Ünkut Contest à Paris, Diam’s, Tandem, La Fouine et Rim'K (113) pour composer le jury de cette soirée hip-hop.
Il collabore plusieurs fois avec le chanteur américain Akon qui considère leur réorchestration de Locked Up comme la meilleure de celles qu'il a réalisées.
Il côtoie et collabore également avec le joueur de basket-ball français s'essayant au rap, Tony Parker, ce qui déçoit certains fans. Cela lui vaut aussi une pique de son rival Sinik : « Alors comme ça, tu veux me clash avec ton débardeur - T'as remplacé Ali pour faire un groupe avec Tony Parker ».

### Réception par le milieu littéraire
Dans un article paru en 2003, les textes de Booba sont encensés par Thomas Ravier, un auteur de La Nouvelle Revue française (importante revue littéraire créée en 1908) qui l'érige au rang d'écrivain, le comparant à Céline et Artaud,. Thomas Ravier invente le néologisme « métagore » (mélange de métaphore et de gore) pour qualifier l'usage que fait Booba des images,.
Dans un article de janvier 2013, la Revue critique de fixxion française contemporaine s'intéresse à la façon dont l'émergence de Booba, Ali et des rappeurs du collectif Time Bomb, dans la seconde moitié des années 1990, a modifié en profondeur certains aspects fondamentaux du rap français, au premier rang desquels la façon d'écrire et de rapper. Dès les premiers morceaux de Lunatic, Booba est en effet l'un des premiers rappeurs français à proposer des couplets sans continuité thématique ni narrative. En établissant une équivalence explicite et répétée entre le rappeur et le criminel, et en s'appuyant constamment sur les figures de l'analogie, Booba construit un univers singulier où il n'est plus possible de distinguer la part biographique de la fiction. Dans une interview publiée le 13 avril 2017, Benjamin Biolay affirme que le morceau La Lettre (sur l'album Mauvais Œil de Lunatic) lui donne l'impression « de lire Dostoïevski en prison ».
Jean Birnbaum, responsable du Monde des livres, l'associe plutôt au romancier Léon Bloy. Dans une interview pour Le Monde en date du 31 août 2017, il déclare à propos des textes de Booba que « la revendication politique est évacuée au profit d’une prédication obscène qui prend en charge l’abjection humaine » et que, « rédigés sous cannabis ou au volant d’un bolide, [ils] ne visent ni émancipation sociale ni édification morale ».
Booba cite la poésie en général et Le Dormeur du val d'Arthur Rimbaud en particulier comme l'une des choses (avec l'anglais) l'ayant particulièrement marqué à l'école, et comme étant peut-être à l'origine de la façon dont il écrit. À propos du Dormeur du val, il explique : « J'avais comme l'impression d'être avec lui, je m'évadais littéralement. »,,

## Affaires judiciaires
En 1997, Booba est condamné à quatre ans de prison pour le braquage d'un chauffeur de taxi. Il effectue 18 mois de prison puis sort en liberté conditionnelle,,.
En avril 2002, vers 5 heures du matin au Club 287 à Aubervilliers, un groupe de jeunes d'Épinay-sur-Seine a une altercation avec Booba au sujet de sa petite amie, Estelle. Les videurs du club évacuent les gens sur place et une bagarre générale explose sur le parking. Des coups de feu sont tirés, un jeune homme est touché à l'abdomen. Booba quitte les lieux avec sa petite amie au volant d'un coupé Mercedes-Benz criblé de balles de calibre 6,35 mm. Deux jours après les faits, Booba, ayant appris dans la presse qu'on le recherchait, se présente de lui-même à la police judiciaire. Devant les enquêteurs et le juge d'instruction, il nie être l'auteur des coups de feu. Il est placé en détention provisoire durant trois mois. Un videur de la boîte, ami du groupe de jeunes, prétend que Booba serait le tireur. Il est relaxé en novembre 2003.
En avril 2003, Booba est une nouvelle fois incarcéré à la maison d'arrêt de Nanterre après un contrôle policier à bord d'une voiture volée.
Lors d’une émission After Rap diffusée en février 2021, Yerim Sar, animateur sur la radio Mouv', l'accuse de tentative d'agression sexuelle sur une mineure âgée de 14 ans lors d'un concert donné à Dakar au Sénégal,. Face à ces allégations, Booba, par l'intermédiaire de son avocat, déclare avoir porté plainte pour « diffamation » et « injures publiques ». Son avocat, Maître Yann Le Bras, a dénoncé des « propos inacceptables ».

## Clashes, polémiques et altercations
Outre les moqueries que les paroles de ses chansons peuvent susciter, Booba est coutumier des clashes musicaux voire d'altercations physiques avec d'autres rappeurs, ainsi que de polémiques médiatisées.

### Premiers clashes: Kyzer, MC Jean Gab'1, Fabe
Certains rappeurs enregistrent des chansons s'en prenant à Booba : Kyzer, auteur du titre Délits d'Ourson, extrait du maxi homonyme, dans lequel le MC de Boulogne est accusé de proférer des mensonges sur son vécu et de renier la religion juive de sa mère, ou MC Jean Gab'1 avec le titre J'T'emmerde. L'un de ses premiers clashes l'oppose à Fabe : en 1997, ce dernier attaque Booba dans son morceau Des Durs, des Boss... des Dombis ! (Stomy Bugsy et NTM sont également visés), où il dit, sans mentionner Booba : « Parlent d'avoir du cash, n'ont pas assez pour prendre un taxi. » Soit une référence directe aux tendances ego trip de Booba, mais aussi à son incarcération en 1998 après que le rappeur boulonnais a braqué un taxi. Booba ne répond que trois ans plus tard, dans La Lettre, en reprenant une punchline de Fabe, avant d'enchaîner sur l'épiphrase « Putain quelle rime de bâtard. ». Si certains pensent d'abord à un éloge envers Fabe, Booba affirme plus tard qu'il s'agit d'une attaque.

### Clash avec NTM, MC Solaar et IAM
En 2008, une nouvelle petite tension s'installe après la phrase ouvertement provocatrice « NTM, Solaar, IAM, c'est de l'antiquité » dans le morceau de Booba intitulé B2OBA. Akhenaton du groupe IAM déclare dans une interview « ignorer ce genre de provocations ». Le groupe NTM, reformé depuis peu, le prend moins bien, JoeyStarr plus particulièrement, répondant par de plus ou moins fortes allusions négatives sur Booba lors de ses interviews diverses. MC Solaar, quant à lui, ne lui n’en tient pas rigueur et affirme qu'il « aime [Booba] depuis le premier jour ».
En 2017, Booba lui rend hommage, un geste critiqué par Rohff, qui l’accuse d’« HipHopcrisie ». En 2025, il réaffirme son admiration, saluant MC Solaar comme « le premier rappeur solo à [l'avoir] inspiré ». De même, en 2020, il témoigne son respect pour IAM, dont il était fan adolescent, affirmant : « Jamais ils n'ont été mes ennemis ». Tandis qu'en 2024, alors que JoeyStarr est visé par une enquête pour violences présumées, Booba exprime sa déception, rappelant qu’NTM l’avait inspiré dans sa jeunesse : « Vous me faisiez rêver, vous m'avez inspiré ».

### Incidents violents et menaces
Au mois d'octobre 2008, Booba se produit sur la scène d'Urban Peace 2. Dès son apparition, la foule le hue et lui hurle des insultes. Il lance sa bouteille de whisky Jack Daniel's dans la fosse avant de cracher en direction des spectateurs. Il déclare quelques jours après : « Ça n’aurait pas dû arriver. Mon geste comme le comportement du public. Je n’avais jamais vu une organisation laisser faire une foule aussi indisciplinée (...) Tu chantes pendant deux minutes, tu reçois des crachats, des couteaux, des appareils photos, des portables, on t'insulte. » En janvier 2009, un incident similaire se produit alors que Booba est la tête d'affiche de la boîte JM3 à Erstein, provoquant l'intervention de la gendarmerie.
Le 10 mai 2011, Booba est contraint d'annuler son concert au Mans à cause d'une alerte à la bombe. Ce n'est pas la première fois que le chanteur suscite tant de violence. Dans une interview, il affirme recevoir des menaces de mort et que la vitrine de son ancien magasin Boulbi & Co a été brisée de nombreuses fois par des coups de feu. Le 23 mai 2012, des coups de feu sont tirés par des figurants alors qu'il tourne en Martinique pour son clip A4.

### Clash avec Rohff, Fred Musa et La Fouine
Le 27 août 2012, le rappeur Rohff accompagne son frère TLF à Skyrock pour le Planète Rap dont il est l'invité. S'adressant au présentateur Fred Musa, Rohff injurie Booba en direct : « je ne suis pas comme l'autre zoulette de Booba, je vais pas faire une chanson sur toi », vraisemblablement en allusion à une punchline de Booba sur Abracadabra : « T'y connais rien en son comme Fred de Sky »,. L'animosité entre Booba et Fred Musa remonte à quelques années, Fred Musa ayant diffusé D.U.C., un morceau de Booba qui clashait Sinik, puis Carton rose, la réponse de Sinik à Booba, et un titre de DJ Kore, proche de Sinik.
Le 6 septembre 2012, Booba dévoile Wesh Morray. Ce morceau provoque l'engouement du public et la colère de Rohff, qui officialise son conflit avec Booba. Rohff reprend l'instru du morceau Wesh Morray de Booba dans le clash Wesh Zoulette. Le rappeur La Fouine vient se greffer au conflit avec son titre Paname Boss : « J'entends ce clash sur toi partout sur les ondes, mais comme un appel à la mosquée, tu peux pas répondre. » La Fouine publie ensuite une vidéo de 20 minutes pour tenter de discréditer Booba grâce à des anecdotes vécues pendant leurs séjours respectifs en prison lorsqu'ils étaient incarcérés au centre pénitentiaire de Fresnes.
Booba en profitera également pour répondre aux piques de Rohff en citant notamment les propos suivants : « Rohff, mon rap le terrasse depuis le début c'est une sous-merde ». Toujours en conflit avec La Fouine et Rohff, il sort deux titres nommés A.C. Milan et T.L.T.

### Altercation physique avec La Fouine et son entourage
Le 10 mars 2013, Booba publie une vidéo issue des caméras de surveillance de son hôtel à Miami où on le voit affronter, dans une salle de sport, un homme appartenant à l'entourage du rappeur La Fouine. Les images montrent ensuite Booba en venir aux mains avec La Fouine sur le parvis de l'établissement avant qu'ils ne soient séparés par la sécurité. Le 14 juin 2013, il donne un coup de poing à un fan qui le traite de zoulette alors qu'il défile dans une ruelle en Belgique,.

### Clash avec Kaaris
En 2014, Booba et le rappeur Kaaris se retrouvent en conflit à la suite des propos de ce dernier lors de l'émission Planète Rap sur la radio Skyrock : « Tu es numéro 1, je n'ai pas le choix, je vais attendre que le soleil soit assez haut dans le ciel pour que tous me voient tuer le roi. » Depuis, les deux rappeurs s'envoient régulièrement des piques aussi bien en chanson que sur les réseaux sociaux. Booba s'amuse surtout à endosser un rôle de père pour rappeler qu'il a fait connaître Kaaris au grand public. Selon Booba, Kaaris aurait eu peur de participer à une vidéo de soutien dans le cadre du clash contre Rohff et la Fouine.

### Conflit avec Bassem Braïki
En mars 2016, le blogueur lyonnais Bassem Braïki, en réaction à des propos de Booba qu'il juge dégradants pour les femmes issues de la communauté maghrébine, appelle les habitants de Lyon à empêcher le rappeur de se produire dans une boîte de nuit dans la nuit du 25 au 26 mars Des débordements ont lieu devant et dans la boîte de nuit, et la direction du Red Room (la boîte de nuit concernée) préfère donc annuler le show pour des raisons de sécurité. Bassem Braïki s'en félicite sur les réseaux sociaux.
Le 11 mai 2016, Booba exprime sa révolte face à l'annulation du concert de Black M en marge de la commémoration de Verdun. Il cible Omar Sy, Maître Gims, Yannick Noah et le concerné en dénonçant le manque de courage des « Noirs qui ont réussi » et leur passivité face à cette situation.

### Conflit avec Patrice Quarteron
Fin 2016, Booba entre en conflit avec le boxeur français Patrice Quarteron qui a défendu Kaaris. Début décembre, Quarteron est visé par des tirs à Grigny. Des rumeurs associent l'événement au clash avec Booba. Le 26 décembre 2016, Booba dévoile le single Daniel Sam, du nom du boxeur britannique qui a brisé la série d'invincibilité de Patrice Quarteron. Dans le morceau, Booba s'en prend violemment à ce dernier et à Kaaris. Patrice Quarteron répond lors d'une émission sur le sport en montrant une photo osée de la femme de Booba, insinuant que celle-ci serait une prostituée. Il réalise aussi une vidéo dans les beaux quartiers de Boulogne-Billancourt, prétendant que Booba y aurait grandi, loin des cités. Durant les mois qui suivent, le rappeur et le boxeur continuent d'alimenter leur conflit sur les réseaux sociaux, Instagram notamment, ou dans différentes émissions télévisées. Booba pratiquant la boxe en amateur, la possibilité d'un duel pour régler le conflit est régulièrement évoquée. En mars 2019, Patrice Quarteron s'introduit dans les coulisses de l'émission Touche pas à mon poste !, à laquelle est invité Booba, pour le prendre à partie. Mais la sécurité et les forces de l'ordre interviennent et il n'y a pas de rencontre physique entre les deux protagonistes.

### Altercation physique avec Kaaris et son entourage, condamnation afférente
Le 1er août 2018, une bagarre entre une dizaine de personnes, dont Booba et Kaaris, entraîne la fermeture temporaire du Hall 1 de l'Aéroport de Paris-Orly. La rixe fait des blessés légers, retarde plusieurs vols et provoque pour 50 000 euros de casse,. En attendant la tenue de leur procès, le 6 septembre 2018, les deux rappeurs et neuf autres personnes sont placés en détention provisoire, les premiers à Fleury-Meurogis, les seconds à Fresnes. Le 14 août 2018, le tribunal correctionnel de Créteil examine les demandes de remise en liberté de Booba et Kaaris. Voyant que la requête de Kaaris est refusée, Booba se désiste de sa demande. Le 23 août 2018, ils sont tous deux remis en liberté et placés sous contrôle judiciaire en attendant leur procès. Booba écope finalement de 18 mois avec sursis et 50 000 euros d'amende. En décembre 2018, Booba propose à Kaaris de régler leur différend sur un ring mais les deux rappeurs ne parviendront à se mettre d'accord ni sur le lieu du combat ni sur les détails des contrats. Kaaris décide en septembre 2019 de laisser tomber ce combat qu'il qualifie de « mascarade ».

### Suppressions de ses comptes Instagram (depuis 2020)
À la fin du mois de janvier 2020, le réseau social Instagram supprime définitivement le compte de Booba qui comptait des centaines de publications et plus de 4,6 millions d'abonnés. La cause en serait le non-respect par le rappeur des « règles des standards de la communauté » lors d'un revenge porn contre le rappeur Fianso. Dans la même année un compte à son nom est rouvert, bien qu'il soit précisé en biographie, sans que cela puisse être prouvé, que c'est l'équipe digitale du 92i et non Booba qui publierait sur le compte, ce compte est lui aussi supprimé. Depuis d'autres comptes ont été utilisés et aussi désactivés, des poursuites ont été engagées par Booba sans que les comptes soient pour autant réactivés.

### Conflit avec Gims et son épouse Demdem
Une enquête a été ouverte à la suite d'une plainte déposée par le rappeur Gims et sa compagne contre Booba, selon une annonce du parquet de Paris le 19 septembre 2024. Gims et sa compagne Demdem, accusent Booba de harcèlement moral et de cyberharcèlement, affirmant que celui-ci les aurait ciblés de manière continue depuis six ans. Selon des informations obtenues par l'AFP, ils allèguent que Booba, soutenu par un grand nombre de ses admirateurs, aurait créé une situation de harcèlement en ligne particulièrement préoccupante. Le « point culminant » du harcèlement est, selon le couple, la chanson Dolce Camara, où Booba attaque Demdem, la femme de Gims.
Dans un entretien livré au Parisien, Booba salue le succès de ce  « pur rap […] avec un règlement de compte où j’attaque la femme de Gims, qui a insulté ma fille ».

## Prises de position et controverses politiques

### Critique d'Harry Roselmack
En décembre 2010, il reproche au journaliste Harry Roselmack d'avoir véhiculé une mauvaise image des banlieues parisiennes. Ce dernier s'était rendu à Villiers-le-Bel dans le cadre de l'émission de TF1, Harry Roselmack en immersion. Booba affirme que l'animateur a joué un rôle d'infiltré et le traite d'hypocrite.

### Controverse lors de la guerre de Gaza de 2014
Lors de la guerre de Gaza de 2014, Booba pousse un « coup de gueule » depuis son compte Instagram à la suite de nombreux commentaires en faveur de la Palestine. Excédé par ce flot de messages de soutien aux Gazaouis qu'il juge hypocrite, il rédige un commentaire qualifiant les internautes de pseudo-militants et leur suggère d'aller aider sur place plutôt que de tenter de faire de la politique sur les réseaux sociaux. Tariq Ramadan monte au créneau en accusant Booba d'être en faveur des Israéliens par sa passivité et de vouloir censurer ceux qui soutiennent les Palestiniens opprimés. Le rappeur est également violemment insulté par l'acteur Saïd Taghmaoui. Booba répondra dans le titre 3G issu de son album D.U.C.

### Propos sur les attentats deCharlie Hebdo
En janvier 2015, Booba s'exprime sur les attentats de janvier 2015 en France en déclarant : « Je comprends autant les "Je suis Charlie" que les "Je ne suis pas Charlie". Quand on joue avec le feu, on se brûle ». Selon lui, l'hebdomadaire Charlie Hebdo a pris le risque d'attaquer les musulmans par des dessins humiliants. Le dessinateur Luz le caricature totalement dénudé avec un micropénis, et l'artiste répond par un dessin représentant ce dernier lui faisant une fellation forcée qu'il poste sur les réseaux sociaux.

### Dénonciation du racisme et de l’esclavage en Libye
En novembre 2017, Booba s’est vivement indigné contre des images révélant des migrants africains réduits en esclavage en Libye. Il a relayé sur Instagram des témoignages et des appels à manifester devant l’ambassade libyenne à Paris, utilisant ses hashtags pour sensibiliser et inciter à la mobilisation.

### Condamnation pour injure publique à l'égard de Zineb El Rhazoui

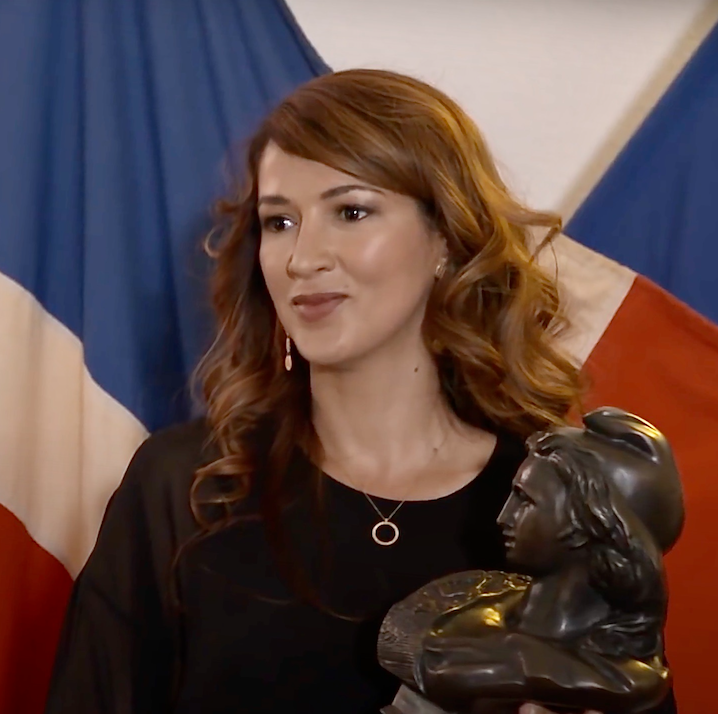
En 2023, Booba est condamné pour injure contre Zineb El Rhazaoui.

À la suite des émeutes survenues à Mantes-la-Jolie le 24 octobre 2019, l'ancienne journaliste de Charlie Hebdo Zineb El Rhazoui demande sur le plateau de CNews, le 5 novembre, à ce que les policiers puissent tirer à balles réelles sur les émeutiers. Booba publie le lendemain un extrait de la vidéo sur son compte Instagram et appelle à « pourrir la vie » de Zineb El Rhazoui, assortissant son propos d'insultes particulièrement crues. Il invite par la suite dans une publication éphémère à « punir » la journaliste. Celle-ci annonce le lendemain par l'intermédiaire de son avocat Thibault de Montbrial le dépôt de plusieurs plaintes dont une contre Booba.
En avril 2023, il est condamné à 5 000 euros d'amende et 2 000 euros pour ses frais d'avocat pour avoir injurié l'ex-journaliste de Charlie Hebdo.

### Soutien aux classes populaires et empathie envers les Gilets jaunes
En 2019, Booba a exprimé sa compréhension et sa solidarité envers le mouvement des Gilets jaunes. Dans une longue interview par Brut, il a affirmé : « Le peuple je le comprends toujours. Je suis le peuple », se disant choqué que « certaines personnes arrivent à survivre avec si peu d’argent, avec si peu de moyens » dans une nation pourtant riche. Il a également dénoncé l’indifférence des autorités face à une aussi grande mobilisation populaire et légitime.

### Attaque envers le RN et son héritage
En mai 2021, à l’occasion d’une interview accordée à France Inter, Booba prend publiquement position contre le Rassemblement National. Il y compare le RN au régime nazi, déclarant notamment : « C’est un parti qui ne devrait jamais exister, c’est comme des nazis [...] on ne devrait pas pouvoir voter pour [eux] ». Il cite Jean-Marie Le Pen, fondateur de ce parti, qu’il accuse d’avoir « torturé des Algériens » durant la guerre d’Algérie. Il qualifie les membres du parti de « racistes » et rejette toute forme de banalisation de leur discours, pensant que Marine Le pen perpétue l'héritage de son père.

### Prises de position sur l'invasion de l'Ukraine par la Russie
En mars 2022, Booba se met à défendre régulièrement Vladimir Poutine dans le contexte de l'invasion de l'Ukraine par la Russie. Sur Instagram, il s'adresse à son sponsor Puma en menaçant de rompre leur contrat après la suspension des activités de la marque en Russie. Sur Twitter, il partage une vidéo que La Revue des médias de l'INA qualifie de « relecture éhontée, mensongère, de plusieurs épisodes récents de l'histoire mondiale dont l'unique objectif est de relativiser la guerre en Ukraine et le rôle de Vladimir Poutine ».

### Rapport au discours du polémiste Éric Zemmour
En septembre 2021, lors de l’émission Touche Pas à Mon Poste, le rappeur Booba a été interrogé sur une éventuelle candidature d’Éric Zemmour à l’élection présidentielle. Sa réponse fut catégorique : pour lui, cette hypothèse était tout simplement « jamais » envisageable. Plus tôt, en juin 2021, il avait déjà manifesté son hostilité en partageant une pétition appelant à bannir Zemmour des médias, le qualifiant notamment de personne qui « crache son venin contre les Noirs, les Arabes, le rap, le voile, l’islam… ». En février et mars 2022, lors de la campagne de l'élection présidentielle française de 2022, il réitère ses attaques envers le polémiste,.
Paradoxalement, en avril 2022, il provoque un tollé sur les médias sociaux en partageant une vidéo du candidat d'extrême droite dans laquelle ce dernier prétend que s'opèrerait dans les écoles une campagne d'endoctrinement par les associations de défense des droits LGBT et antiracistes. En outre, il juge déplacées les interventions de ces associations, qualifiant de plus préoccupant le fait de « lire, écrire, compter et qu'il y a un gros boulot pour ça vu l'effondrement du niveau » en plus de prôner que « l'école doit être un sanctuaire ». À un peu plus d'une semaine du premier tour, le rappeur appuie ces propos envoie ses félicitations à Zemmour, ce qui pousse certains de ses fans à appeler à son boycott.
Le rappeur est revenu sur la controverse suscitée par sa prise de position, insistant sur le fait qu'elle porte strictement sur le contenu du message, et non sur la personne du polémiste. Il déclare ainsi : « Moi je sais ce que j’ai dit, je sais quel discours j’ai mis en avant. […] S’il n’y a que lui qui défend la cause, j’y peux rien moi ». Toutefois, Booba réaffirme son opposition à la figure politique d’extrême droite, précisant : « Zemmour, je le termine tout le temps, je ne lui ai jamais donné l’heure, j’ai jamais voté pour lui et je ne voterai jamais pour lui. […] Mais tu peux être mon pire ennemi, si on doit se serrer la main, faire une trêve pour sauver des enfants, on va se serrer la main. Je te couperai la tête après ». Finalement, Booba se moque de Zemmour après sa défaite au premier tour des présidentielles sur les réseaux sociaux.

### Opposition au front républicain
Prônant l'abstention en vue du second tour de l'élection présidentielle française de 2022 opposant Emmanuel Macron à Marine Le Pen, il reproche au rappeur Médine son appel au vote en faveur du premier et déclare regretter sa collaboration avec lui sur le morceau Kyll en 2018,. Interrogé par le Chroniqueur Sale, il illustre sa position par une analogie « Tu as deux pédophiles. Il y en a un qui a violé cinq enfants, il y en a un qui en a violé deux : tu vas mettre en avant celui qui en a violé deux parce qu'il en a violé trois de moins ? Non. Tu ne mets en avant [aucun] ».

### Critiques des influenceurs et de la téléréalité («Influvoleurs»)

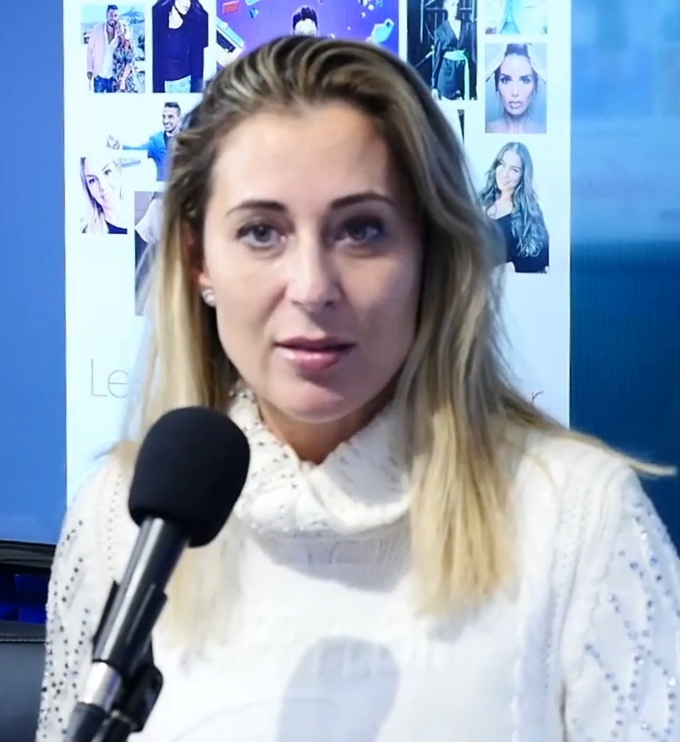
Booba accuse Magali Berdah de pratique commerciale trompeuse.

Il est très critique vis à vis de la téléréalité et des influenceurs, et est à l'origine de vives attaques contre Magali Berdah, agente et femme d'affaires importante du secteur. Cette dernière porte plainte contre Booba pour harcèlement, après avoir été la cible de propos antisémites, de menaces de mort, de décapitation, de lapidation, de viol, mais également d'invitation au suicide issus de fans du rappeur. En réaction, Booba porte plainte pour diffamation et dénonciation calomnieuse. Se considérant comme un lanceur d'alerte, il appelle à mettre fin au « monde totalement fake des influenceurs », et déclare recueillir des témoignages d'escroqueries, participer à des dépôts de plaintes associées ou à des signalements auprès d'autorités, comme il l'explique à Libération. Il dépose finalement deux plaintes contre X pour « pratiques commerciales trompeuses » et « escroquerie en bande organisée », l'enquête à la suite de ces plaintes est classée sans suite en mars 2024. Le 2 octobre 2023, il est mis en examen pour « harcèlement moral aggravé » à l’encontre de Magali Berdah et placé sous contrôle judiciaire.
Le 15 mai 2025, il est condamné à payer 10 000 euros pour procédure abusive dans le cadre des 2 procès contre Magali Berdha.
Il est à l'origine du terme influvoleur.

### Annulation d'un concert au Maroc
En 2023, une pétition à l'initiative d'un groupe nationaliste extrémiste marocain de la mouvance Moorish accuse Booba de propos sexistes, injurieux et dénigrant à l'encontre des femmes marocaines, et demande l'annulation de son concert à Casablanca en juin 2023. Toutefois, selon les organisateurs, l’annulation serait due à l’absence d’autorisation officielle : la préfecture de Casablanca-Anfa n’ayant pas délivré le permis nécessaire à la tenue de l’événement

### Opinions anti-vaccin
Booba relaie régulièrement des informations douteuses et des théories jugées  complotistes sur le vaccin contre la Covid-19. En 2024, il est notamment responsable du harcèlement d’un médecin après que celui-ci lui a reproché de relayer des contenus « qui ne reposent sur aucune donnée scientifique sérieuse »,.

## Distinctions
Les albums Temps mort et Panthéon sont certifiés disque d'or, Ouest Side, D.U.C, Nero Nemesis et Ad vitam æternam sont certifiés disque de platine, Ultra est certifié double disque de platine et Trône est quant à lui certifié disque de diamant. Booba compte également de nombreux single d'or, de platine et de diamant à son actif.
Le rappeur détient également le record de ventes de mixtapes en France grâce à Autopsie Vol. 3 et Autopsie Vol. 4[réf. nécessaire]. Il détient aussi le record de ventes d'une réédition, Futur 2.0 s'étant écoulé à 19 000 exemplaires en une seule semaine. Il a battu le record français de ventes digitales, toutes catégories musicales confondues, avec plus de 15 500 exemplaires en une seule semaine, détrôné depuis 2013 par les Daft Punk.
Son clip Killer est élu deuxième meilleur clip web de l'année 2011. Il remporte aussi « MyYoutube », concours organisé par YouTube mettant en concurrence 38 artistes français et internationaux.
Booba fait partie des rares artistes français à cumuler plus de 50 singles d'or,. Il est également le 4e rappeur ayant vendu le plus d'album avec plus 3,1 millions de ventes sur l'ensemble de ses 10 albums.

## Discographie

### Albums Studio
- 2000 : Mauvais oeil (avec Lunatic)
- 2002 : Temps mort
- 2004 : Panthéon
- 2006 : Ouest Side
- 2008 : 0.9
- 2010 : Lunatic
- 2012 : Futur
- 2013 : Futur 2.0 (réédition)
- 2015 : D.U.C
- 2015 : Nero Nemesis
- 2017 : Trône
- 2021 : Ultra
- 2024 : Ad vitam æternam

### Mixtapes
- 2005 : Autopsie Vol. 1
- 2007 : Autopsie Vol. 2
- 2009 : Autopsie Vol. 3
- 2011 : Autopsie Vol. 4
- 2017 : Autopsie 0 (compilation)

## Filmographie

### Films
- 2024 : Golo et Ritchie de Martin Fougerol et Ahmed Hamidi

### Télévision
- 2024 : Ourika : Metis

### Producteur
- 2024 : Ourika (série télévisée)